# 아드리안 하슬러
아드리안 하슬러(독일어: Adrian Hasler, 1964년 2월 11일~)는 리히텐슈타인의 정치인이다. 2013년부터 2021년까지 총리를 맡았다.

## 생애
1964년 2월 11일 리히텐슈타인의 수도 파두츠에서 태어났다. 1979년부터 1984년까지 파두츠의 리히텐슈타인 중고등학교(Liechtensteinische Gymnasium)에서 수학했다. 2013년 총선에서 소속 정당인 진보 시민의 당이 승리함에 따라, 3월 27일 총리로 취임했다.

### 은행 비밀주의 개정
2013년 5월 리히텐슈타인이 유럽 연합(EU)이 추진하는 세금과 관련된 은행정보를 자동으로 교환하는 제도에 동의할 가능성이 있다고 밝혔다. 그는 EU가 추진하는 은행 정보 교환을 거부한다는 것은 소국으로서는 비현실적이라며, 자국 은행을 이용하는 고객들에게 세금 규정을 준수하도록 유도하는 것이 중요하다고 말했다.